# Georgeless
Georgeless – siódma EPka zespołu Minutemen wydana w 1993 przez wytwórnię Forced Exposure. Materiał nagrano w marcu 1980 podczas pierwszego w historii zespołu koncertu (w domu Franka Tonche). Jest to jedyne nagranie formacji z udziałem Tonche, którego wkrótce zastąpił George Hurley.

## Spis utworów[1]
1. "On the Front" (M. Watt)
2. "Big Man Business" (D. Boon)
3. "CCCP" (M. Watt)
4. "Studio of the Lawns" (M. Watt)
5. "Joe McCarthy's Ghost" (M. Watt)

## Skład
- D. Boon – gitara, śpiew
- Mike Watt – gitara basowa
- Frank Tonche – perkusja

produkcja
- Mike Watt – producent